# Portugália a 2000. évi nyári olimpiai játékokon
Portugália az ausztráliai Sydneyben megrendezett 2000. évi nyári olimpiai játékok egyik részt vevő nemzete volt. Az országot az olimpián 13 sportágban 61 sportoló képviselte, akik összesen 2 érmet szereztek.

## Érmesek
| Érem  | Versenyző        | Sportág   | Versenyszám     |
| ----- | ---------------- | --------- | --------------- |
| Bronz | Fernanda Ribeiro | Atlétika  | Női 10 000 m    |
| Bronz | Nuno Delgado     | Cselgáncs | Férfi váltósúly |

## Atlétika
Férfi
| Versenyző         | Versenyszám     | Előfutam | Előfutam | Előfutam | Elődöntő | Elődöntő | Elődöntő | Döntő    | Döntő    |
| Versenyző         | Versenyszám     | Idő      | Hely.    | Össz.    | Idő      | Hely.    | Össz.    | Idő      | Helyezés |
| ----------------- | --------------- | -------- | -------- | -------- | -------- | -------- | -------- | -------- | -------- |
| João Manuel Pires | 800 m           | 1:47,61  | 5.       | 20.      | kiesett  | kiesett  | kiesett  | kiesett  | kiesett  |
| Rui Silva         | 1500 m          | 3:41,93  | 13.      | 32.      | kiesett  | kiesett  | kiesett  | kiesett  | kiesett  |
| Hélder Ornelas    | 5000 m          | 14:29,01 | 17.      | 33.      |          |          |          | kiesett  | kiesett  |
| José Ramos        | 10 000 m        | 27:56,30 | 10.      | 14.      |          |          |          | 28:07,43 | 14.      |
| António Pinto     | Maraton         |          |          |          |          |          |          | 2:15:17  | 11.      |
| Domingos Castro   | Maraton         |          |          |          |          |          |          | 2:16:52  | 18.      |
| Luís Novo         | Maraton         |          |          |          |          |          |          | 2:23:04  | 50.      |
| Pedro Rodrigues   | 400 m gát       | 49,90    | 4.       | 15.      | 49,48    | 7.       | 18.      | kiesett  | kiesett  |
| Manuel da Silva   | 3000 m akadály  | 8:25,70  | 5.       | 15.      |          |          |          | 8:38,63  | 13.      |
| Pedro Martins     | 50 km gyaloglás |          |          |          |          |          |          | 4:08:13  | 33.      |

| Versenyző      | Versenyszám   | Selejtező | Selejtező | Döntő    | Döntő    |
| Versenyző      | Versenyszám   | Eredmény  | Helyezés  | Eredmény | Helyezés |
| -------------- | ------------- | --------- | --------- | -------- | -------- |
| João André     | Rúdugrás      | 540 cm    | 29.       | kiesett  | kiesett  |
| Nuno Fernandes | Rúdugrás      | 525 cm    | 32.       | kiesett  | kiesett  |
| Carlos Calado  | Távolugrás    | 804 cm    | 6.        | 794 cm   | 10.      |
| Vítor da Costa | Kalapácsvetés | 68,89 m   | 37.       | kiesett  | kiesett  |

| Versenyző    | Versenyszám | 100 m | 100 m | Távolugrás | Távolugrás | Súlylökés | Súlylökés | Magasugrás | Magasugrás | 400 m | 400 m | 110 m gát | 110 m gát | Diszkoszvetés | Diszkoszvetés | Rúdugrás | Rúdugrás | Gerelyhajítás | Gerelyhajítás | 1500 m  | 1500 m | Végeredmény | Végeredmény |
| Versenyző    | Versenyszám | Idő   | Pont  | Eredmény   | Pont       | Eredmény  | Pont      | Eredmény   | Pont       | Idő   | Pont  | Idő       | Pont      | Eredmény      | Pont          | Eredmény | Pont     | Eredmény      | Pont          | Idő     | Pont   | Pont        | Helyezés    |
| ------------ | ----------- | ----- | ----- | ---------- | ---------- | --------- | --------- | ---------- | ---------- | ----- | ----- | --------- | --------- | ------------- | ------------- | -------- | -------- | ------------- | ------------- | ------- | ------ | ----------- | ----------- |
| Mário Aníbal | Tízpróba    | 10,97 | 867   | 690 cm     | 790        | 15,39 m   | 814       | 203 cm     | 831        | 48,71 | 875   | 14,71     | 885       | 45,01 m       | 767           | 490 cm   | 880      | 57,51 m       | 700           | 4:32,68 | 727    | 8136        | 12.*        |

Női
| Versenyző        | Versenyszám     | Előfutam | Előfutam | Előfutam | Elődöntő | Elődöntő | Elődöntő | Döntő    | Döntő    |
| Versenyző        | Versenyszám     | Idő      | Hely.    | Össz.    | Idő      | Hely.    | Össz.    | Idő      | Helyezés |
| ---------------- | --------------- | -------- | -------- | -------- | -------- | -------- | -------- | -------- | -------- |
| Carla Sacramento | 1500 m          | 4:08,41  | 5.       | 5.       | 4:07,65  | 5.       | 12.      | 4:11,15  | 10.      |
| Fernanda Ribeiro | 10 000 m        | 32:06,43 | 3.       | 3.       |          |          |          | 30:22,88 |          |
| Ana Dias         | 10 000 m        | 33:21,69 | 12.      | 24.      |          |          |          | kiesett  | kiesett  |
| Manuela Machado  | Maraton         |          |          |          |          |          |          | 2:32:29  | 21.      |
| Susana Feitor    | 20 km gyaloglás |          |          |          |          |          |          | 1:33:53  | 14.      |

| Versenyző      | Versenyszám   | Selejtező | Selejtező | Döntő    | Döntő    |
| Versenyző      | Versenyszám   | Eredmény  | Helyezés  | Eredmény | Helyezés |
| -------------- | ------------- | --------- | --------- | -------- | -------- |
| Teresa Machado | Diszkoszvetés | 55,86 m   | 25.       | 59,50 m  | 11.      |

* - egy másik versenyzővel azonos eredményt ért el

## Cselgáncs
Férfi
| Versenyző         | Versenyszám  | Selejtező                          | 32-es főtábla                        | Nyolcaddöntő                            | Negyeddöntő                       | Elődöntő                      | Vigaszág első kör               | Vigaszág negyeddöntő                 | Vigaszág elődöntő             | Bronz- mérkőzés                  | Döntő             | Helyezés    |
| Versenyző         | Versenyszám  | Ellenfél Eredmény                  | Ellenfél Eredmény                    | Ellenfél Eredmény                       | Ellenfél Eredmény                 | Ellenfél Eredmény             | Ellenfél Eredmény               | Ellenfél Eredmény                    | Ellenfél Eredmény             | Ellenfél Eredmény                | Ellenfél Eredmény | Helyezés    |
| ----------------- | ------------ | ---------------------------------- | ------------------------------------ | --------------------------------------- | --------------------------------- | ----------------------------- | ------------------------------- | ------------------------------------ | ----------------------------- | -------------------------------- | ----------------- | ----------- |
| Pedro Caravana    | Harmatsúly   | erőnyerő                           | Ludwig Ortíz (VEN) · 0012-0001       | Georgios Vazagkasvili (GEO) · 0010-1101 | kiesett                           | kiesett                       |                                 |                                      |                               |                                  |                   | helyezetlen |
| Michel de Almeida | Könnyűsúly   | erőnyerő                           | Eduardo Manglés (VEN) · 0200-0011    | Illyés Miklós (HUN) · 1002-0000         | Tiago Camilo (BRA) · 0101-0101    |                               |                                 | Noureddine Yagoubi (ALG) · 0200-0002 | Jimmy Pedro (USA) · 0000-1000 | kiesett                          |                   | 7.          |
| Nuno Delgado      | Váltósúly    | Thierry Vatrican (MON) · 1000-0000 | Francesco Lepre (ITA) · 0001-0001    | Daniel Kelly (AUS) · 1010-0001          | Kazem Sarikhani (IRI) · 1012-0001 | Cso Incshol (KOR) · 0100-0110 |                                 |                                      |                               | Alvaro Paseyro (URU) · 1011-0000 |                   |             |
| Pedro Soares      | Félnehézsúly | erőnyerő                           | Bassel El-Gharbawy (EGY) · 1000-0001 | Nicolas Gill (CAN) · 0000-0201          |                                   |                               | Ben Sonnemans (NED) · 0100-0110 | kiesett                              | kiesett                       | kiesett                          |                   | 13.         |

Női
| Versenyző        | Versenyszám  | Selejtező                           | Nyolcaddöntő                       | Negyeddöntő       | Elődöntő          | Vigaszág első kör | Vigaszág negyeddöntő | Vigaszág elődöntő | Bronz- mérkőzés   | Döntő             | Helyezés    |
| Versenyző        | Versenyszám  | Ellenfél Eredmény                   | Ellenfél Eredmény                  | Ellenfél Eredmény | Ellenfél Eredmény | Ellenfél Eredmény | Ellenfél Eredmény    | Ellenfél Eredmény | Ellenfél Eredmény | Ellenfél Eredmény | Helyezés    |
| ---------------- | ------------ | ----------------------------------- | ---------------------------------- | ----------------- | ----------------- | ----------------- | -------------------- | ----------------- | ----------------- | ----------------- | ----------- |
| Filipa Cavalleri | Könnyűsúly   | erőnyerő                            | Cinzia Cavazzuti (ITA) · 0001-0012 | kiesett           | kiesett           |                   |                      |                   |                   |                   | helyezetlen |
| Sandra Godinho   | Félnehézsúly | Edinanci da Silva (BRA) · 0000-0210 | kiesett                            | kiesett           | kiesett           |                   |                      |                   |                   |                   | helyezetlen |

## Íjászat
Férfi
| Versenyző  | Versenyszám | Selejtező | Selejtező | 64-es főtábla                         | 32-es főtábla     | Nyolcaddöntő      | Negyeddöntő       | Elődöntő          | Döntő             | Helyezés |
| Versenyző  | Versenyszám | Pont      | Kiemelt   | Ellenfél Eredmény                     | Ellenfél Eredmény | Ellenfél Eredmény | Ellenfél Eredmény | Ellenfél Eredmény | Ellenfél Eredmény | Helyezés |
| ---------- | ----------- | --------- | --------- | ------------------------------------- | ----------------- | ----------------- | ----------------- | ----------------- | ----------------- | -------- |
| Nuno Pombo | Egyéni      | 572       | 59.       | Magnus Petersson (SWE) (6.) · 146-165 | kiesett           | kiesett           | kiesett           | kiesett           | kiesett           | 60.      |

## Kajak-kenu

### Szlalom
| Versenyző          | Versenyszám     | Selejtező | Selejtező | Selejtező | Selejtező | Selejtező  | Selejtező  | Döntő    | Döntő    | Döntő    | Döntő    | Döntő      | Döntő      |
| Versenyző          | Versenyszám     | 1. futam  | 1. futam  | 2. futam  | 2. futam  | Összesítés | Összesítés | 1. futam | 1. futam | 2. futam | 2. futam | Összesítés | Összesítés |
| Versenyző          | Versenyszám     | Pont      | Hely.     | Pont      | Hely.     | Pont       | Hely.      | Pont     | Hely.    | Pont     | Hely.    | Pont       | Helyezés   |
| ------------------ | --------------- | --------- | --------- | --------- | --------- | ---------- | ---------- | -------- | -------- | -------- | -------- | ---------- | ---------- |
| Florence Fernandes | Női kajak egyes | 227,65    | 20.       | 162,10    | 17.       | 389,75     | 20.        | kiesett  | kiesett  | kiesett  | kiesett  | kiesett    | kiesett    |

## Kerékpározás

### Országúti kerékpározás
Férfi
| Versenyző         | Versenyszám   | Idő                     | Helyezés      |
| ----------------- | ------------- | ----------------------- | ------------- |
| José Azevedo      | Mezőnyverseny | nem ért célba           | nem ért célba |
| Bruno Castanheira | Mezőnyverseny | nem ért célba           | nem ért célba |
| Orlando Rodrigues | Mezőnyverseny | nem ért célba           | nem ért célba |
| Vítor Gamito      | Mezőnyverseny | nem ért célba           | nem ért célba |
| Vítor Gamito      | Időfutam      | 1:03:16,742 (+5:36,322) | 35.           |

## Lovaglás
Díjlovaglás
| Versenyző    | Ló              | Versenyszám | 1. kör | 1. kör | 2. kör  | 2. kör  | 3. kör  | 3. kör  | Végeredmény | Végeredmény |
| Versenyző    | Ló              | Versenyszám | Pont   | Hely.  | Pont    | Hely.   | Pont    | Hely.   | Pont        | Helyezés    |
| ------------ | --------------- | ----------- | ------ | ------ | ------- | ------- | ------- | ------- | ----------- | ----------- |
| Daniel Pinto | Weldon Surprise | Egyéni      | 65,28  | 27.    | kiesett | kiesett | kiesett | kiesett | kiesett     | kiesett     |

## Röplabda

### Strandröplabda

#### Férfi
| Versenyző               | 1. forduló                                             | Reményág          | Reményág          | Nyolcaddöntő                                             | Negyeddöntő                                       | Elődöntő                                                        | Döntő                                                                     | Helyezés |
| Versenyző               | 1. forduló                                             | 1. forduló        | 2. forduló        | Nyolcaddöntő                                             | Negyeddöntő                                       | Elődöntő                                                        | Döntő                                                                     | Helyezés |
| Versenyző               | Ellenfél Eredmény                                      | Ellenfél Eredmény | Ellenfél Eredmény | Ellenfél Eredmény                                        | Ellenfél Eredmény                                 | Ellenfél Eredmény                                               | Ellenfél Eredmény                                                         | Helyezés |
| ----------------------- | ------------------------------------------------------ | ----------------- | ----------------- | -------------------------------------------------------- | ------------------------------------------------- | --------------------------------------------------------------- | ------------------------------------------------------------------------- | -------- |
| Miguel Maia João Brenha | Norvégia (NOR) · Jan Kvalheim · Bjorn Maaseide · 15-10 |                   |                   | Argentína (ARG) · Martin Conde · Eduardo Martinez · 15-3 | Svájc (SUI) · Martin Laciga · Paul Laciga · 15-11 | Egyesült Államok (USA) · Dain Blanton · Eric Fonoimoana · 12-15 | Bronzmérkőzés · Németország (GER) · Jorg Ahmann · Axel Hager · 9-12, 6-12 | 4.       |

#### Női
| Versenyző                            | 1. forduló                              | Reményág          | Reményág          | Nyolcaddöntő                                          | Negyeddöntő       | Elődöntő          | Döntő             | Helyezés |
| Versenyző                            | 1. forduló                              | 1. forduló        | 2. forduló        | Nyolcaddöntő                                          | Negyeddöntő       | Elődöntő          | Döntő             | Helyezés |
| Versenyző                            | Ellenfél Eredmény                       | Ellenfél Eredmény | Ellenfél Eredmény | Ellenfél Eredmény                                     | Ellenfél Eredmény | Ellenfél Eredmény | Ellenfél Eredmény | Helyezés |
| ------------------------------------ | --------------------------------------- | ----------------- | ----------------- | ----------------------------------------------------- | ----------------- | ----------------- | ----------------- | -------- |
| Maria José Schuller Cristina Pereira | Kína (CHN) · Rong Chi · Zi Xiong · 15-5 |                   |                   | Brazília (BRA) · Sandra Pires · Adriana Samuel · 6-15 | kiesett           | kiesett           | kiesett           | 9.       |

## Sportlövészet
Férfi
| Versenyző         | Versenyszám    | Selejtező | Selejtező | Döntő   | Döntő    |
| Versenyző         | Versenyszám    | Pont      | Helyezés  | Pont    | Helyezés |
| ----------------- | -------------- | --------- | --------- | ------- | -------- |
| João Costa        | Légpisztoly    | 581       | 5.***     | 679,4   | 7.       |
| João Costa        | Szabadpisztoly | 548       | 27.**     | kiesett | kiesett  |
| Custódio Ezequiel | Trap           | 111       | 18.***    | kiesett | kiesett  |
| João Rebelo       | Trap           | 108       | 26.***    | kiesett | kiesett  |

** - két másik versenyzővel azonos eredményt ért el

*** - három másik versenyzővel azonos eredményt ért el

## Tenisz
Férfi
| Versenyző                  | Versenyszám | 32-es főtábla                                                        | Nyolcaddöntő      | Negyeddöntő       | Elődöntő          | Bronz- mérkőzés   | Döntő             | Helyezés |
| Versenyző                  | Versenyszám | Ellenfél Eredmény                                                    | Ellenfél Eredmény | Ellenfél Eredmény | Ellenfél Eredmény | Ellenfél Eredmény | Ellenfél Eredmény | Helyezés |
| -------------------------- | ----------- | -------------------------------------------------------------------- | ----------------- | ----------------- | ----------------- | ----------------- | ----------------- | -------- |
| Nuno Marques Bernardo Mota | Páros       | Bahama-szigetek (BAH) · Mark Knowles · Mark Merklein · 7–6, 4–6, 5–7 | kiesett           | kiesett           | kiesett           | kiesett           | kiesett           | 17.      |

## Tollaslabda
| Versenyző         | Versenyszám | Selejtező                          | 32-es főtábla     | Nyolcaddöntő      | Negyeddöntő       | Elődöntő          | Döntő             | Helyezés |
| Versenyző         | Versenyszám | Ellenfél Eredmény                  | Ellenfél Eredmény | Ellenfél Eredmény | Ellenfél Eredmény | Ellenfél Eredmény | Ellenfél Eredmény | Helyezés |
| ----------------- | ----------- | ---------------------------------- | ----------------- | ----------------- | ----------------- | ----------------- | ----------------- | -------- |
| Marco Vasconcelos | Férfi egyes | Bertrand Gallet (FRA) · 7–15, 9–15 | kiesett           | kiesett           | kiesett           | kiesett           | kiesett           | 33.      |

## Úszás
Férfi
| Versenyző       | Versenyszám    | Előfutam | Előfutam | Előfutam | Elődöntő | Elődöntő | Elődöntő | Döntő   | Döntő    |
| Versenyző       | Versenyszám    | Idő      | Hely.    | Össz.    | Idő      | Hely.    | Össz.    | Idő     | Helyezés |
| --------------- | -------------- | -------- | -------- | -------- | -------- | -------- | -------- | ------- | -------- |
| Pedro Silva     | 50 m gyors     | 23,27    | 8.       | 36.      | kiesett  | kiesett  | kiesett  | kiesett | kiesett  |
| Ricardo Pedroso | 200 m gyors    | 1:52,60  | 3.       | 25.      | kiesett  | kiesett  | kiesett  | kiesett | kiesett  |
| Nuno Laurentino | 100 m hát      | 56,95    | 5.*      | 29.*     | kiesett  | kiesett  | kiesett  | kiesett | kiesett  |
| Mário Carvalho  | 200 m hát      | 2:03,82  | 2.       | 30.      | kiesett  | kiesett  | kiesett  | kiesett | kiesett  |
| José Couto      | 100 m mell     | 1:02,79  | 7.       | 18.      | kiesett  | kiesett  | kiesett  | kiesett | kiesett  |
| José Couto      | 200 m mell     | 2:18,08  | 7.       | 26.      | kiesett  | kiesett  | kiesett  | kiesett | kiesett  |
| Simão Morgado   | 100 m pillangó | 54,75    | 1.       | 30.      | kiesett  | kiesett  | kiesett  | kiesett | kiesett  |

Női
| Versenyző         | Versenyszám    | Előfutam | Előfutam | Előfutam | Elődöntő | Elődöntő | Elődöntő | Döntő   | Döntő    |
| Versenyző         | Versenyszám    | Idő      | Hely.    | Össz.    | Idő      | Hely.    | Össz.    | Idő     | Helyezés |
| ----------------- | -------------- | -------- | -------- | -------- | -------- | -------- | -------- | ------- | -------- |
| Raquel Felgueiras | 200 m pillangó | 2:15,19  | 5.       | 27.      | kiesett  | kiesett  | kiesett  | kiesett | kiesett  |

* - egy másik versenyzővel azonos eredményt ért el

## Vitorlázás
Férfi
| Versenyző                   | Versenyszám     | Futam | Futam | Futam | Futam | Futam | Futam | Futam | Futam | Futam  | Futam | Futam  | Pontszám | Helyezés |
| Versenyző                   | Versenyszám     | 1     | 2     | 3     | 4     | 5     | 6     | 7     | 8     | 9      | 10    | 11     | Pontszám | Helyezés |
| --------------------------- | --------------- | ----- | ----- | ----- | ----- | ----- | ----- | ----- | ----- | ------ | ----- | ------ | -------- | -------- |
| João Rodrigues              | Szörfvitorlázás | 9     | 25    | (37*) | 7     | 3     | 20    | (28)  | 19    | 16     | 7     | 23     | 129,0    | 18.      |
| Álvaro Marinho Miguel Nunes | 470-es osztály  | 1,0   | 4,0   | 6,0   | 7,0   | 5,0   | 9,0   | 5,0   | 15,0  | (25,0) | 15,0  | (16,0) | 67,0     | 5.       |

Női
| Versenyző    | Versenyszám | Futam | Futam | Futam | Futam | Futam | Futam | Futam | Futam | Futam | Futam | Futam | Pontszám | Helyezés |
| Versenyző    | Versenyszám | 1     | 2     | 3     | 4     | 5     | 6     | 7     | 8     | 9     | 10    | 11    | Pontszám | Helyezés |
| ------------ | ----------- | ----- | ----- | ----- | ----- | ----- | ----- | ----- | ----- | ----- | ----- | ----- | -------- | -------- |
| Joana Pratas | Europe      | 9     | 20    | (21)  | (24)  | 11    | 14    | 16    | 20    | 19    | 15    | 17    | 141,0    | 21.      |

Nyílt
| Versenyző                     | Versenyszám        | Futam | Futam | Futam | Futam | Futam | Futam | Futam | Futam | Futam  | Futam | Futam | Futam | Futam | Futam | Futam | Futam | Pontszám | Helyezés |
| Versenyző                     | Versenyszám        | 1     | 2     | 3     | 4     | 5     | 6     | 7     | 8     | 9      | 10    | 11    | 12    | 13    | 14    | 15    | 16    | Pontszám | Helyezés |
| ----------------------------- | ------------------ | ----- | ----- | ----- | ----- | ----- | ----- | ----- | ----- | ------ | ----- | ----- | ----- | ----- | ----- | ----- | ----- | -------- | -------- |
| Gustavo de Lima               | Laser              | 6     | 22    | 4     | 2     | 3     | 18    | 11    | 7     | (44**) | 10    | (34)  |       |       |       |       |       | 83,0     | 6.       |
| Afonso Domingos Diogo Cayolla | Könnyű 49-es dingi | 7     | (13)  | 3     | 6     | 8     | (13)  | 3     | 4     | 13     | 11    | 8     | 3     | 4     | 11    | 4     | 8     | 93,0     | 7.       |
| Hugo Rocha Nuno Barreto       | Tornádó            | 13    | 14    | 15    | 13    | 15    | 16    | (17)  | (17)  | 14     | 9     | 13    |       |       |       |       |       | 122,0    | 16.      |

* - nem ért célba

** - kizárták (korai rajt)

## Vívás
Férfi
| Versenyző  | Versenyszám | Selejtező         | 32-es főtábla                | Nyolcaddöntő               | Negyeddöntő       | Elődöntő          | Bronz- mérkőzés   | Döntő             | Helyezés |
| Versenyző  | Versenyszám | Ellenfél Eredmény | Ellenfél Eredmény            | Ellenfél Eredmény          | Ellenfél Eredmény | Ellenfél Eredmény | Ellenfél Eredmény | Ellenfél Eredmény | Helyezés |
| ---------- | ----------- | ----------------- | ---------------------------- | -------------------------- | ----------------- | ----------------- | ----------------- | ----------------- | -------- |
| João Gomes | Tőr, egyéni | erőnyerő          | Michael Ludwig (AUT) · 15-12 | Ralf Bißdorf (GER) · 11-15 | kiesett           | kiesett           | kiesett           | kiesett           | 12.      |